# Pure Lust am Leben
Pure Lust am Leben ist ein Lied der deutschen Band Geier Sturzflug aus dem Jahr 1984.

## Entstehung und Veröffentlichung
Das Lied wurde gemeinsam von allen Geier-Sturzflug-Mitgliedern geschrieben beziehungsweise komponiert. Harald Steinhauer und Armand Volker schrieben den Text und fungierten als Produzenten.
Die Erstveröffentlichung von Pure Lust am Leben erfolgte als Single am 6. Februar 1984. Diese erschien als 7″-Single mit der B-Seite Küß mich, Good-Bye. Das Lied erschien ursprünglich auf keinen Studioalbum, sondern nur auf späteren Best-of-Alben. Im Jahr 2006 nahm die Band für ihr Album Mahlzeit das Stück neu auf.
Um das Lied zu bewerben, erfolgte unter anderem ein Liveauftritt als Neuvorstellung in der ZDF-Hitparade am 31. März 1984.

## Inhalt
In dem Lied geht es um Lebensfreude, die als „Pure Lust am Leben“ im Refrain besungen wird und sich das lyrische Ich nicht nehmen lässt.

## Charts und Chartplatzierungen
| ChartsChartplatzierungen | Höchstplatzierung | Wochen |
| ------------------------ | ----------------- | ------ |
| Deutschland (GfK)        | 40 (11 Wo.)       | 11     |

## Coverversionen (Auswahl)
- 2005: Willi Herren – Die Lust am Überleben[3]
- 2008: Almklausi[4]